# Dio non ama i bambini
Dio non ama i bambini è un romanzo scritto da Laura Pariani e pubblicato nel 2007. La vicenda è ambientata nel 1908 a Buenos Aires in una folta comunità di emigrati dall'Italia.
Nel 2007 il libro ha meritato il Premio Nazionale Rhegium Julii e nel 2008 il premio della Giuria (intitolato ad Anna Maria Ortese), nell'ambito del Premio letterario nazionale per la donna scrittrice Rapallo-Carige.

## Trama
A Buenos Aires nel 1908 le condizioni di vita della maggioranza degli immigrati sono durissime: alloggi ristretti e promiscui in cui risiedono famiglie numerose; sfruttamento del lavoro minorile; evasione di ogni forma di istruzione. Gli immigrati provengono in gran parte dall'Italia, ma si guardano con diffidenza quando non arrivano dalla stessa regione. Si parlano tutti i possibili dialetti. Altri immigrati sono polacchi o ebrei polacchi. Il trattamento riservato ai bambini è di durezza inesprimibile: violenza fisica e sessuale, bestemmie e ubriachezza degli adulti, mancanza di qualsiasi forma di dialogo. In questo ambiente si sviluppa una catena di omicidi e sparizioni di bambini molto piccoli. Vengono trovati alcuni cadaverini orribilmente massacrati e che si è tentato di bruciare, ma in alcuni casi il bimbo è disperso.
In questo ambiente si muove un ragazzino di undici anni, ritenuto incorreggibile: il suo nome è Ognissanti Goletti e dalla nascita si trascina varie malattie non meglio specificate. La forma delle sue orecchie gli ha appiccicato il nomignolo Orecchia, anche se tutti lo temono e intuiscono la sua pericolosità. Nella prima parte (1908) Ognissanti è sempre nei pressi degli orribili delitti che accadono, ma nessuno mette lui in relazione con quanto avviene. La polizia ferma molto spesso ragazzini e non esita a spedirli al correzionale minorile, ma per quanto riguarda Ognissanti, saranno i suoi stessi familiari a volerlo correggere con un internamento di tre anni. In questo lasso di tempo, i delitti cessano, ma le autorità, miopi e svogliate, non realizzano la coincidenza.
Nel 1912 però, sia pure in modo impercettibile, le condizioni cambiano: uno degli immigrati è stato assunto dalla polizia e ha accesso agli archivi. Il detective improvvisato ha fatto moltissime ricerche e ha capito il ruolo ambiguo di Ognissanti Goletti il quale, uscito dopo tre anni dal correzionale, ha ripreso a colpire, prediligendo i bambini intorno ai diciotto mesi, ma non tirandosi indietro neppure di fronte a ragazzetti di nove o dieci anni. Inoltre, nel quartiere di conventillos, si è creata una banda di piccoli (non oltre i quattordici anni) guidata da Maurilio Testa, detto Garibaldi, al quale è stato assassinato un fratellino. Molti di questi ragazzi sono orfani o soli per altre vicissitudini e insieme al nipote del solerte poliziotto cominciano a comprendere. Fermare Ognissanti, ormai quindicenne, è una vera impresa, sebbene lui abbia sempre un aspetto derelitto: statura più bassa del normale, calvizie congenita, zoppia, orecchie strabordanti. Il riformatorio non gli ha insegnato altro che nuove atrocità. Maurilio Testa, quando è riuscito a coglierlo sul fatto, deve ricorrere a tutto il suo coraggio per vincerlo: nello scontro il Garibaldi capisce che la lotta è mortale e, in un accesso di disperazione, mozza le dita del giovane assassino.

## Struttura della narrazione
Il libro si divide in due parti: La prima, intitolata Dio non ama i bambini, si svolge nel 1908; la seconda: E i bambini lo sanno, è ambientata nel 1912. La vicenda si svolge a Buenos Aires nei conventillos o cortili abitati da immigrati poverissimi, soprattutto italiani. Il romanzo è di tipo corale. La storia è narrata in molti brevi capitoli, ciascuno dei quali ha al centro un personaggio o, in alternativa, si citano cronache del tempo e anche canzoni. I titoli, nel primo caso, enunciano nome, età e impiego delle persone, nel secondo caso si cita la testata giornalistica da cui è tratto il contenuto, oppure il tipo di atto giudiziario. Poiché la storia si basa su fatti realmente accaduti, nell'epilogo l'autrice spiega di aver inventato i nomi e fatto qualche adattamento sulle date, restringendo i tempi per ragioni narrative.

## Edizioni
- Laura Pariani, Dio non ama i bambini, Einaudi, Torino 2007 ISBN 978-88-06-18760-6
- (ES)  Laura Pariani; Dios no quiere a los niños trad. di Patricia Orts, Valencia Editorial Pre-Textos 2008 ISBN 8481919012[6]
- (FR)  Laura Pariani; Dieu n'aime pas les enfants, trad. di Dominique Vittoz, Flammarion, Paris 2009 ISBN 2081207311[7]